# Кейтс, Фиби
Фиби Кейтс (англ. Phoebe Cates; род. 16 июля 1963, Нью-Йорк) — американская актриса и певица. Дочь режиссёра и продюсера Джозефа Кейтса и племянница другого известного телевизионного продюсера и кинорежиссёра Гилберта Кейтса.

## Биография
Фиби Кейтс родилась в Нью-Йорке в 1963 году. С десяти лет работала моделью и появлялась в подростковых журналах. Через несколько лет Фиби решила, что хочет стать танцовщицей и поступила в балетную школу, однако из-за травмы колена в возрасте 15 лет была вынуждена оставить это занятие. Фиби вернулась в модельный бизнес и стала работать уже профессиональной моделью. По словам Кейтс, работа приносила доход, но была скучной и она решила оставить её.
Кейтс приняла решение стать актрисой. Отец не был в восторге от нового занятия своей дочери, хотя сам был актёром. Актёрский дебют Кейтс состоялся в фильме «Рай» в 1982 году. В этом фильме Фиби снималась обнажённой, хотя была ещё несовершеннолетней. Фильм раскритиковали за слишком большую схожесть с вышедшей ранее «Голубой лагуной» (1980). Для фильма «Рай» Фиби записала заглавную песню «Paradise». Позже в этом же 1982 году Кейтс появилась в фильме «Весёлые времена в школе Риджмонт». Её выход из бассейна в красном бикини в этом фильме считается одним из самых примечательных появлений бикини в поп-культуре.
В 1983 году Кейтс снялась в фильме «Частная школа» вместе с Мэттью Модайном и Бетси Рассел. Фиби приняла участие в записи саундтрека к этому фильму и исполнила песни «Just One Touch» и «How Do I Let You Know». Кейтс снималась в фильмах и для более юной аудитории. Например, она появилась в обеих частях «Гремлинов», в фильме «Вредный Фред» (1991). В 1994 году она снялась в основанном на реальной истории фильме «Принцесса Карабу» и на этом завершила свою актёрскую карьеру, чтобы посвятить себя воспитанию детей.

## Личная жизнь
В 1989 году вышла замуж за актёра Кевина Клайна, который старше её на 16 лет. Она познакомилась с Клайном на прослушивании к фильму «Большое разочарование» (1983) — роль в итоге получила Мег Тилли. Клайн и Кейтс проживают в Нью-Йорке, у них двое детей — сын Оуэн Джозеф Клайн (родился в 1991 году), снявшийся в 2005 году в картине «Кальмар и кит», и дочь Грета Симона Клайн, 1994 года рождения. Оба они появились в фильме «Годовщина» (2001).
В 2005 году актриса открыла на Мэдисон-Авеню в Нью-Йорке свой бутик под названием «Blue Tree».

## Фильмография
- 1982: Рай — Сара
- 1982: Весёлые времена в школе Риджмонт — Линда Барретт
- 1983: Няня / Baby Sister — Энни Бэрроуз
- 1983: Частная школа — Кристин Рэмси
- 1984: Кружева — Лили
- 1984: Гремлины — Кейт Беринджер
- 1985: Кружева 2 — Лили
- 1987: Свидание с ангелом / Date With An Angel — Пэтти Уинстон
- 1988: Яркие огни, большой город — Аманда
- 1989: Отрыв / Shag — Карсон МакБрайд
- 1989: Сердце Дикси — Эйкин Рид
- 1990: Гремлины 2: Новенькая партия — Кейт Беринджер
- 1990: Largo Desolato — Студентка философии
- 1991: Вредный Фред — Элизабэт Кронин
- 1993: Взрослая жизнь / Bodies, Rest & Motion — Кэрол
- 1994: Принцесса Карабу — Принцесса Карабу / Мэри Бейкер
- 2001: Годовщина — София Голд